# Titas
Titas è un sottodistretto (upazila) del Bangladesh situato nel distretto di Comilla, divisione di Chittagong. Si estende su una superficie di 125,74 km² e conta una popolazione di 184.617  abitanti (censimento 2011).